# Marathon van Amsterdam 2008

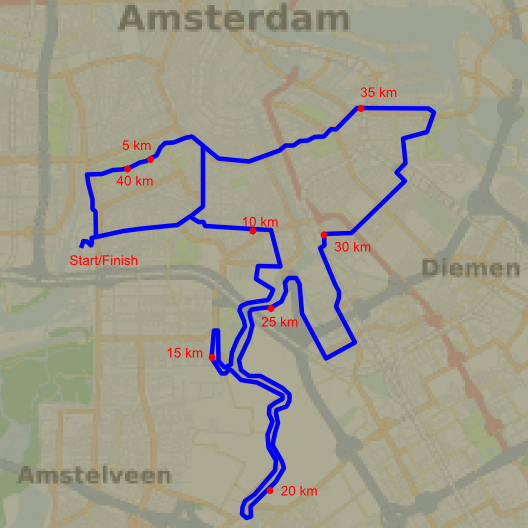
Parcours marathon

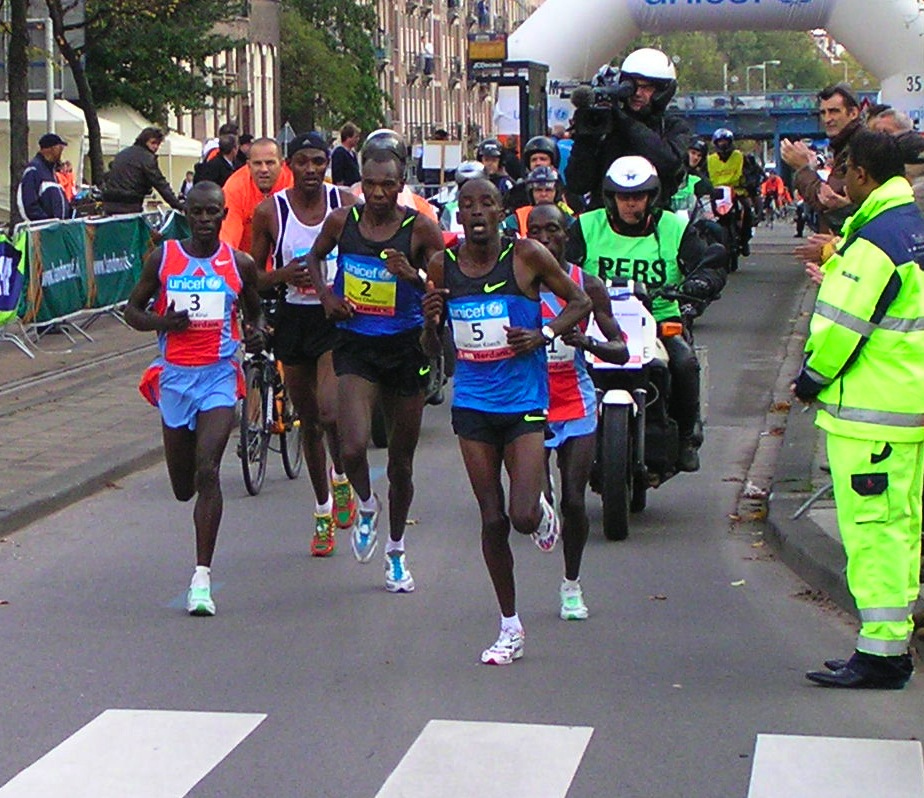
De kopgroep, met links de latere winnaar Paul Kiprop Kirui.

De 33e editie van de ING Amsterdam Marathon vond plaats op zondag 19 oktober 2008 in Amsterdam. Naast de klassieke marathon konden deelnemers ook kiezen voor de halve marathon, voor een 7,5-kilometerloop en een 1-kilometerloop. Het was de zesde en laatste keer dat het evenement gesponsord werd door bank/verzekeraar ING, en voor het eerst in jaren dat de wedstrijd niet rechtstreeks op televisie werd uitgezonden.
Het parcours in 2008 was gelijk aan dat van 2007 en leidde de deelnemers vlak langs de binnenstad van Amsterdam, door het Vondelpark, langs het Olympisch Stadion, het Rijksmuseum en de Amstel.
De Keniaanse atleet Paul Kiprop Kirui won deze editie in een tijd van 2:07.52. Bij het 35-kilometerpunt was er nog een kopgroep van vijf, waaronder Kirui en Robert Cheboror, de winnaar van 2004. Ongeveer zes kilometer voor de finish liet Kirui de anderen achter zich. Tweede werd de Ethiopiër Chala Dechase, die op 35 km nog ongeveer een halve minuut achter de kopgroep liep. Cheboror werd derde. Hugo van den Broek was de eerste Nederlander, met een tijd van 2:13.51, de beste Nederlandse prestatie in 2008. Bij de vrouwen was Kirui's landgenote Lydia Cheromei de snelste, in een tijd van 2:25.57.

## Uitslagen

### Mannen (hele marathon)
| rang   | naam               | land | tijd    |
| ------ | ------------------ | ---- | ------- |
| Goud   | Paul Kiprop Kirui  | KEN  | 2:07.52 |
| Zilver | Chala Dechase      | ETH  | 2:08.31 |
| Brons  | Robert Cheboror    | KEN  | 2:09.13 |
| 4      | Jonathan Kosgei    | KEN  | 2:09.22 |
| 5      | Jackson Koech      | KEN  | 2:09.42 |
| 6      | James Rotich       | KEN  | 2:10.04 |
| 7      | Deriba Deme        | ETH  | 2:10.13 |
| 8      | John Kibowen       | KEN  | 2:11.28 |
| 9      | Albert Matebor     | KEN  | 2:11.34 |
| 10     | Dejene Berhanu     | ETH  | 2:12.23 |
|        |                    |      |         |
| 14     | Hugo van den Broek | NED  | 2:13.51 |
| 17     | Sander Schutgens   | NED  | 2:16.23 |

### Vrouwen (hele marathon)
| rang   | naam               | land | tijd    |
| ------ | ------------------ | ---- | ------- |
| Goud   | Lydia Cheromei     | KEN  | 2:25.57 |
| Zilver | Zekiros Adanech    | ETH  | 2:30.17 |
| Brons  | Marta Markos       | ETH  | 2:32.32 |
| 4      | Risper Kimaiyo     | KEN  | 2:33.33 |
| 5      | Asnakech Mengistu  | ETH  | 2:34.31 |
| 6      | Mindaye Gishu      | ETH  | 2:35.51 |
| 7      | Yeshimebet Tadesse | ETH  | 2:37.42 |
| 8      | Lena Gavelin       | SWE  | 2:38.44 |
| 9      | Veena Reddy        | USA  | 2:39.33 |
| 10     | Sofie Spiten       | DEN  | 2:55.00 |
|        |                    |      |         |
| 15     | Angela Koolmees    | NED  | 3:13.39 |

### Mannen (halve marathon)
| rang   | naam                  | land | tijd    |
| ------ | --------------------- | ---- | ------- |
| Goud   | Merwin Dollison       | NED  | 1:09.20 |
| Zilver | David Karl            | GER  | 1:10.16 |
| Brons  | Anders Skarholt       | SWE  | 1:11.10 |
| 4      | Guy Amos              | GBR  | 1:11.23 |
| 5      | Maxime Gonneville     | CAN  | 1:11.54 |
| 6      | Kieran White          | GBR  | 1:13.19 |
| 7      | Tom Danby             | GBR  | 1:13.22 |
| 8      | Henrik Ibegensen      | DEN  | 1:13.22 |
| 9      | Jose ANtonio De Pablo | ESP  | 1:13.24 |
| 10     | Ben Bennett           | GBR  | 1:13.47 |

### Vrouwen (halve marathon)
| rang   | naam                    | land | tijd    |
| ------ | ----------------------- | ---- | ------- |
| Goud   | Rebbecca Harrison       | GBR  | 1:19.24 |
| Zilver | Suzanne McCormick       | GBR  | 1:20.27 |
| Brons  | Anne-Sofie Pade Hansen  | DEN  | 1:21.56 |
| 4      | Helen Cross             | GBR  | 1:22.18 |
| 5      | Lotte Rekling           | DEN  | 1:23.57 |
| 6      | Martha Hall             | GBR  | 1:24.34 |
| 7      | Karina Berner-Magnusson | DEN  | 1:24.46 |
| 8      | Amanda Crook            | GBR  | 1:25.01 |
| 9      | Rhona Lynch             | IRL  | 1:25.33 |
| 10     | Adèle Morlet            | FRA  | 1:26.16 |
|        |                         |      |         |
| 11     | Angelica Esparza        | NED  | 1:26.59 |

### Mannen (Echo 7.5 KM)
| rang   | naam               | land | tijd    |
| ------ | ------------------ | ---- | ------- |
| Goud   | Gareth Deacon      | GBR  | 0:24.31 |
| Zilver | Ryan Holroyd       | GBR  | 0:24.48 |
| Brons  | David beltran Vega | ESP  | 0:24.57 |
| 4      | Arnaud Douarin     | FRA  | 0:24.58 |
| 5      | Craig Sabin        | GBR  | 0:25.08 |
| 6      | Tim van Leeuwen    | NED  | 0:25.15 |
| 7      | Roy Eversteijn     | NED  | 0:25.20 |
| 8      | Fr Sharkey         | GBR  | 0:25.37 |
| 9      | David beltran Vega | ESP  | 0:26.08 |
| 10     | Thomas Merlijn     | NED  | 0:26.34 |

### Vrouwen (Echo 7.5 KM)
| rang   | naam                | land | tijd    |
| ------ | ------------------- | ---- | ------- |
| Goud   | Celine Rousseau     | FRA  | 0:25.25 |
| Zilver | Mandy Stouten       | NED  | 0:28.59 |
| Brons  | Karin Reimert       | NED  | 0:28.32 |
| 4      | Agnes Prins         | NED  | 0:31.33 |
| 5      | Veerle van Balen    | NED  | 0:31.38 |
| 6      | Ellen van den Broek | NED  | 0:32.05 |
| 7      | Maria Steel         | GBR  | 0:32.33 |
| 8      | Susan Alma          | NED  | 0:32.45 |
| 9      | Jeniece Primus      | NED  | 0:32.53 |
| 10     | Pien Floberg        | NED  | 0:32.55 |

### 1K Runaway
| rang   | naam             | land | tijd    |
| ------ | ---------------- | ---- | ------- |
| Goud   | Ryan Clarke      | NED  | 0:03.20 |
| Zilver | Yassine Loukili  | NED  | 0:03.22 |
| Brons  | Maarten de Lange | NED  | 0:03.22 |
| 4      | Jochem Dobber    | NED  | 0:03.23 |
| 5      | Joost Kok        | NED  | 0:03.24 |

1975 ·
1976 ·
1977 ·
1978 ·
1979 ·
1980 ·
1981 ·
1982 ·
1983 ·
1984 ·
1985 ·
1986 ·
1987 ·
1988 ·
1989 ·
1990 ·
1991 ·
1992 ·
1993 ·
1994 ·
1995 ·
1996 ·
1997 ·
1998 ·
1999 ·
2000 ·
2001 ·
2002 ·
2003 ·
2004 ·
2005 ·
2006 ·
2007 ·
2008 ·
2009 ·
2010 ·
2011 ·
2012 ·
2013 ·
2014 ·
2015 ·
2016 ·
2017 ·
2018 ·
2019 ·
2020 ·
2021 ·
2022 ·
2023 ·
2024 ·
2025